# Prachuap Khiri Khan
Prachuap Khiri Khan (in Thai: ประจวบคีรีขันธ์) ist die Hauptstadt des Landkreises (Amphoe) Mueang Prachuap Khiri Khan und der Provinz Prachuap Khiri Khan. Die Provinz Prachuap Khiri Khan liegt im Südwesten der Zentralregion von Thailand.

## Geographie
Prachuap Khiri Khan liegt am Golf von Thailand etwa 280 Kilometer südwestlich der Hauptstadt Bangkok.
Etwas südlich der Stadt befindet sich zwischen der Golfküste und Myanmar die schmalste Stelle des Staatsgebiets, das hier nur 13 Kilometer breit ist.

## Wirtschaft und Verkehr
Die wichtigsten Wirtschaftszweige sind die Landwirtschaft mit Obstanbau (Ananas), Kokospalmen sowie der Fischfang.
Prachuap Khiri Khan besitzt einen Bahnhof an der Südbahn, die Bangkok mit Malaysia verbindet.

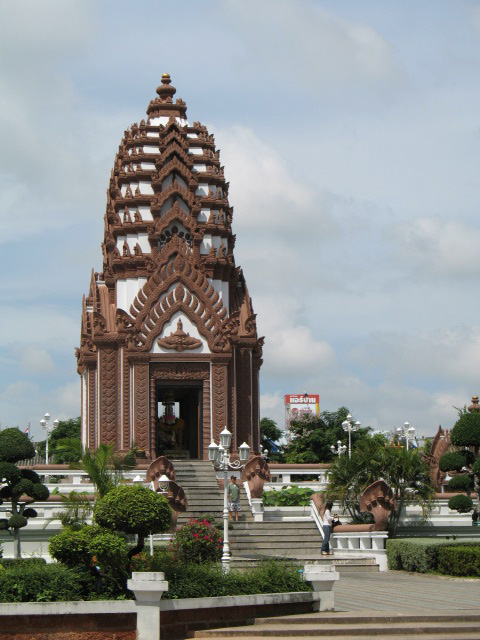
Lak Mueang von Prachuap Khiri Khan

## Geschichte
Im Zweiten Weltkrieg machte die Stadt Schlagzeilen, als die Japaner am 8. Dezember 1941 nach dem Angriff auf Pearl Harbor auch in Thailand einmarschierten. Bei Prachuap Khiri Khan setzten sie Truppen an Land, die jedoch beim Versuch, den dortigen Stützpunkt der thailändischen Luftwaffe zu erobern, auf heftige Gegenwehr stießen. Erst nach Erhalt eines direkten Befehls von ihrer Regierung gaben die thailändischen Truppen am nächsten Tag den Widerstand auf. Alljährlich findet aus diesem Anlass eine große Schau statt.

## Sehenswürdigkeiten
- Fischereihafen – ein idyllischer Anblick, wenn die Fischer in den Morgenstunden ihren Fang anbieten.
- Khao Chong Krachok (Spiegelberg) – ein Berg am Stadtrand, von dem man einen herrlichen Blick auf die Stadt und das Meer hat, der von Affenscharen bevölkert wird. Über 396 Stufen gelangt man zum Gipfel. Dort gibt es ein Häuschen mit einer Glücks-Glocke. Es wird gesagt, wenn man die Glocke 3 Mal läutet, so mehrt sich das Glück für einen. Auch gibt es einen kleinen Wat, der dauerhaft von mindestens einen Mönch bewohnt wird.
- Lak Müang - der Stadtpfeiler (Wohnstadt der Geister) befindet sich inmitten der Stadt in einer kleinen parkförmig angelegten Anlage.
- Wat Khao Tham Khan Kradai (วัดเขาถ้ำคั่นกระได) – Höhlentempel auf einer vorgelagerten Insel mit dem Boot zu erreichen.

## Persönlichkeiten
- Atit Daosawang (* 1992), Fußballspieler
- Phimmada Greeso (* 2002), Leichtathletin
- Nukoolkit Krutyai (* 1992), Fußballspieler
- Piyapong Piew-on (* 1959), Fußballspieler
- Krit Sripoomseth (* 1979), Schauspieler
- Nattawin Wattanagitiphat (* 1994), Schauspieler
- Joseph Jonathan Weston (* 2004), Kite Sailing, nahm als olympischer Athlet im Segeln an den Olympischen Sommerspielen 2024 in Paris, Frankreich, teil.
- Patipan Un-Op (* 1995), Fußballspieler